# El Pont d'Armentera
El Pont d'Armentera is een gemeente van de comarca Alt Camp in de Spaanse provincie Tarragona. De gemeente telt 515 inwoners (1 januari 2016) op een oppervlakte van 22 km². Het ligt op een hoogte van 349 meter.